# Anton van Vessem

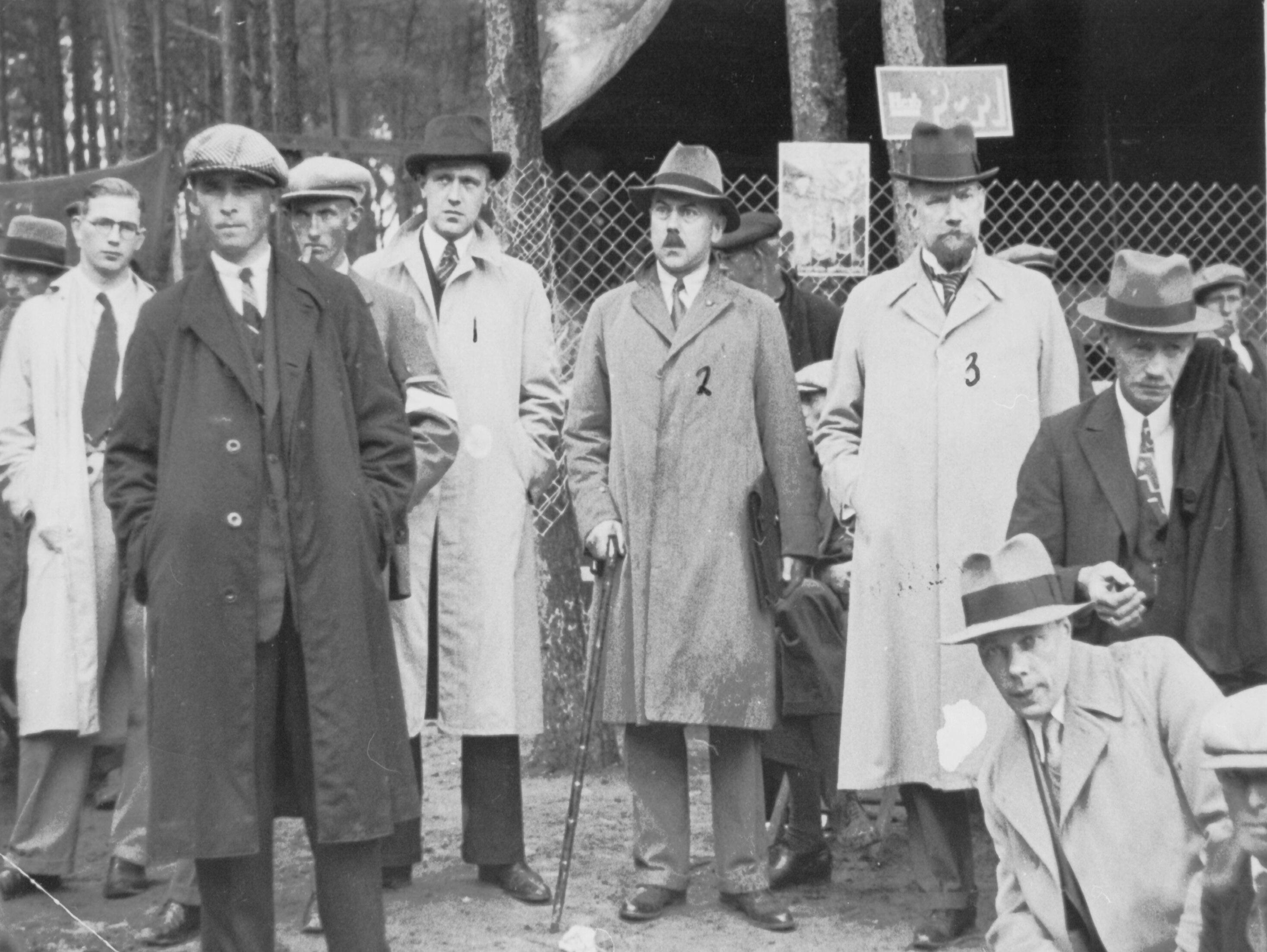
Van Vessem (3e van rechts, met sik)

Anton Johan van Vessem (Rotterdam, 15 oktober 1887 – Utrecht, 1 november 1966) was een Nederlands advocaat en procureur alsook een nationaalsocialistisch politicus.

## De Dietsche gedachte
Van Vessem studeerde van 1908 tot 1914 rechten aan de universiteit van Utrecht. Vervolgens vestigde hij zich in Utrecht als advocaat en procureur. In 1925 associeerde hij zich met Robert van Genechten. Van Vessem toonde zich een fervent aanhanger van de Groot-Nederlandse, 'Dietse' gedachte. Tegelijkertijd was hij fel gekant tegen iedere Franse en Duitse invloed op politiek, economisch of cultureel terrein in Nederland. In 1917 was hij een van de oprichters van de Dietsche Bond, waarvan hij secretaris werd. Hij was de drijvende kracht achter enkele periodieken met Groot-Nederlandse strekking (Dietsche Stemmen, De Toorts).

## De NSB
Rond 1925-1927 kwam hij in contact met Anton Mussert, die toen naam maakte met een actie tegen een ontwerp-verdrag met België. Van Vessem had van 1928 tot 1931 voor de Vrijheidsbond (later de Liberale Staatspartij genaamd) zitting in de Utrechtse gemeenteraad. Vanaf de oprichting van Musserts Nationaal-Socialistische Beweging (NSB) in december 1931 trad Van Vessem op als raadsman van Mussert, van de NSB, of van NSB-leden in geval van juridische zaken. In 1935 werd hij lid van de NSB. Hij werd ook lid van de Eerste Kamer voor de NSB.

## Tijdens de Tweede Wereldoorlog
De Duitse inval in mei 1940 veroorzaakte dat hij afstand wilde nemen van de politiek. Daags na de inval, op 11 mei 1940, schreef hij daarom aan mr. W.L. baron de Vos van Steenwijk, de toenmalige voorzitter van de Eerste Kamer, dat de Duitse aanval funest was voor zijn verwachtingen op buitenlands-politiek gebied en dat hij daarom had besloten zich geheel uit de politiek terug te trekken. Na de capitulatie van het Nederlandse leger op 15 mei 1940 adviseerde hij Mussert om alle activiteiten van de NSB te beëindigen. Dat verzoek deed hij in gezamenlijkheid met twee andere prominente NSB-leden, W.O.A. Koster en J.W. de Ruiter. Zelf conformeerde hij zich gedurende de bezettingsjaren aan zijn eigen advies. Alle posities die hem in de loop van de Tweede Wereldoorlog werden aangeboden, sloeg hij af. Hij bleef echter wel NSB-lid en stond toe dat de NSB in haar publicaties hem afficheerde als 'gemachtigde van den Leider voor rechtskundige aangelegenheden', omdat hij gedurende de oorlog rechtskundige bijstand aan NSB'ers verleende. Maar dat deed hij ook aan andere Nederlanders, die in conflict met de bezettende macht waren geraakt. Bij de Duitse autoriteiten stond hij daarom niet gunstig bekend.

## Na de oorlog
Na de oorlog werd hij uiteindelijk tot vier jaar internering veroordeeld. Wat men hem in het bijzonder kwalijk nam, was zijn bemoeienis met de aankoop van huizen en aandelen uit Joods bezit ten behoeve van Mussert en diens schoonzuster. In 1948 werd hij vrijgelaten. Acht jaar later werd hij weer in de gelegenheid gesteld zijn beroep als advocaat en procureur te hervatten.